# Panacela
Panacela is een geslacht van vlinders van de familie Eupterotidae, uit de onderfamilie Panacelinae.

## Soorten
- P. lewinae Lewin, 1807
- P. pilosa Walker, 1865
- P. signicosta Strand